# جوديث شتاين
جوديث شتاين (بالإنجليزية: Judith Stein)‏ هي مؤرخة أمريكية، ولدت في 17 أبريل 1940 في بروكلين في الولايات المتحدة، وتوفيت في 8 مايو 2017 بسبب سرطان الرئة.